# Розвага (тижневик)
«Розвага» — тижневик полонених українців російської армії у таборі в Фрайштадті у 1915 — 1918 pp.; вийшло 134 номери.

## Створення
«Розвага» була першим виданням Союзу Визволення України, яке було спрямоване на українських військовополонених російської армії. Ініціатива виходила від самих полонених, які й склали 12 членів з 14 у редкомітеті. Перший номер вийшов  у Фрайштадті 5 червня 1915 року, наклад склав 2000 примірників. Гаслом видання було «Давайте з рук до рук, з бараку до бараку!».

## Редакція і видавець
Першим редактором газети був член Просвітнього відділу СВУ Василь Сімович. Пізніше редактором був Федір Шевченко.
У підзаголовку першого номера зазначено: часопис для полонених (згодом – для полонених українців). Спочатку газету видавав гурток прибічників СВУ в таборі. 1 серпня 1916 року було організоване «Видавниче товариство імені Івана Франка», яке надалі видавало газету. Серед членів редакції та засновників часопису був Андрій Жук.

## Тематика і рубрики
В газеті друкували твори Байрона, Антіна Горобця, Богдана Лепкого, Івана Франка, Тараса Шевченка. Також авторами були полонені українці, зокрема Дмитро Гаркуша, С. Каліберда, Олексій Кобець (Олекса Варава), Василь Кобка, Іван Лубенець, Максименко, Дмитро Мандрівець, Іван Наддніпрянець, Іван Невеселий, Кость Пархоменко, П. Самотний, Грицько Трутень, Іван Чумак, Федько Якимець. 
Основні рубрики: «Вісти з України», «Вісти з цілого світу», «В Росії», «Із терену війни», «Оповістки», «Переписка редакції», «Світова війна», «Таборова хроніка».
У 1917 році в «Розвазі» публікували «Спис померлих полонених Фрайштадського табору». Також у зв'язку з політичними подіями того року виходили додатки до газети, зокрема додаток до ч. 48 (103) від 25 листопада (8 грудня), присвячений Третьому Універсалу Центральної Ради, додатки до ч. 10 (65) від 4 березня та до ч. 44 (99) від 28 жовтня описували події двох революцій у Петрограді.
У часописі вівся історичний календар.